# Skewb

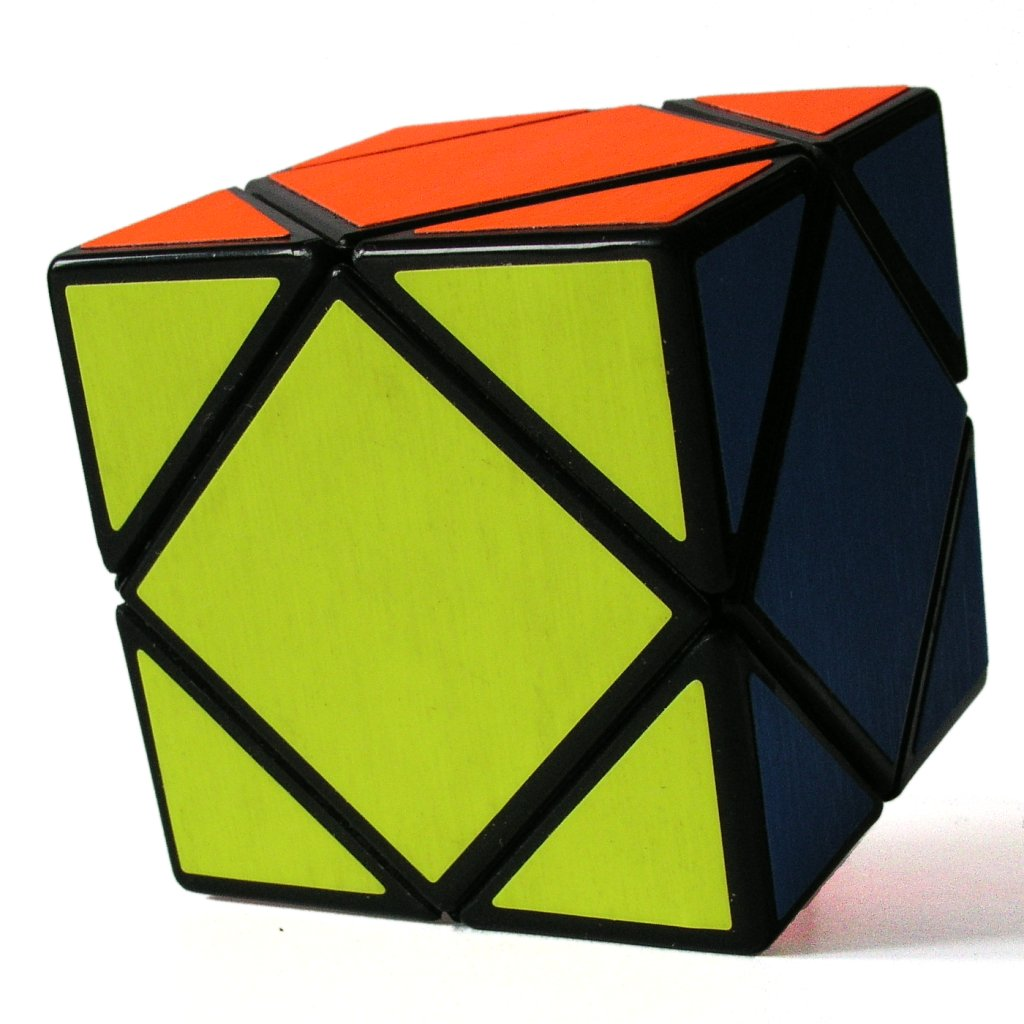
O Skewb em seu estado resolvido

Os quatro planos de torção do Skewb o dividem como mostrado na figura.

O Skewb ( /ˈskjuːb/) é um quebra-cabeça mecânico no estilo do Cubo de Rubik. Ele foi inventado por Tony Durham e comercializado por Uwe Mèffert. Embora tenha uma forma cúbica, ele difere do cubo mágico pois seus eixos passam pelos vértices do cubo, ao invés dos centros das faces. Existem quatro eixos de rotação, um para cada espaço diagonal do cubo. Como resultado, é um quebra-cabeça de corte profundo em que cada torção afeta todas as seis faces.
O nome original que Mèffert deu para este quebra-cabeça foi "Cubo Pyraminx", para enfatizar que era parte de uma série que inclui o seu primeiro quebra-cabeça tetraédrico, o Pyraminx. O nome mais cativante "Skewb" foi cunhado por Douglas Hofstadter, em sua coluna Metamagical Themas, e Mèffert gostou tanto do nome que além de comercializar o Cubo Pyraminx com este nome, também usou o nome para alguns de seus outros quebra-cabeças, como o Skewb Diamond.
Skewbs de ordem superior, chamados de Mestre Skewb e Elite Skewb, também foram criados.

## Orientação das peças
Embora o Skewb pareça simples, suas peças são, na verdade, divididas em subgrupos e têm restrições que ficam claras ao examinar o mecanismo do quebra-cabeça. Os 8 cantos são divididos em dois grupos — quatro cantos ligados à aranha central de 4 braços e quatro cantos "flutuantes", que podem ser facilmente removidos do mecanismo. Esses cantos não podem ser trocados, isso quer dizer que em em cada grupo de quatro cantos suas posições relativas não podem ser alteradas. Eles podem ser distinguidos aplicando pressão sobre o canto — se ele desce um pouco, é um canto flutuante. Os centros têm apenas duas orientações possíveis — isto se torna evidente pelo embaralhamento de um quebra-cabeça parecido com o Skewb onde o centro de orientação é visível (como o Skewb Diamond ou Skewb Ultimate), ou desmontando o quebra-cabeça.

## Sanção dos eventos
Devido ao interesse da comunidade de speedcubing, o World Cube Association reconheceu o quebra-cabeça Skewb como um evento competitivo oficial a partir de 1 de janeiro de 2014.

## Recordes
O recorde mundial para uma única resolução do Skewb, é de 0,93 segundos, definido por Andrew Huang da Austrália no WCA World Championship 2019. O recorde para uma média de cinco resoluções é de 2.03 segundos, definido por Łukasz Burliga da Polônia no CFL Santa Claus Cube Race 2017.